# Правовой режим криптовалют на Украине
Правовой режим криптовалют — регулирование рынка криптовалют на Украине. В некоторых странах операции с криптовалютой официально разрешены. Обычно она рассматривается как товар или инвестиционный актив и в целях налогообложения подчинена соответствующему законодательству.

## Становление на Украине
В ноябре 2014 года Национальный банк Украины сделал заявление о правовом режиме биткоинов в стране. В нём было отмечено, что использование биткоинов связано с повышенными рисками из-за анонимности и децентрализованности операций. Эта сфера привлекательна для противоправных действий, в том числе отмывания денег, полученных преступным путём, или для финансирования терроризма. На территории Украины единственной законной денежной единицей является гривна, выпуск и обращение других денежных единиц как средств платежа, а также использование денежных суррогатов запрещено.
По заявлению НБУ, биткоин — это «денежный суррогат, который не может использоваться физическими и юридическими лицами на территории Украины как средство платежа, поскольку это противоречит нормам украинского законодательства». Это было подтверждено словами председателя Совета Национального банка Украины Богдана Данилишина в марте 2017 года. Данилишин отметил, что Нацбанк Украины изучает опыт внедрения инновационных продуктов на рынке платежей и отслеживает политику центральных банков и государственных учреждений других стран с тем, чтобы урегулировать вопросы виртуальных валют.
10 октября 2017 года в Верховной Раде Украины зарегистрировали законопроект, согласно которому криптовалюту предлагают признать программным кодом, являющимся объектом права собственности. Законопроект также предусматривает обложение криптовалюты налогом, порядок налогообложения операций по майнингу, обмен криптовалюты регулируется действующим законодательством Украины. Проектом закона предусмотрен свободный обмен криптовалюты на другие ценности, услуги или товары.
8 сентября 2021 года Верховная рада легализовала виртуальные активы, что позволило собственникам виртуальных активов легально обменивать и декларировать их. Закон должен также разрешить иностранным криптокомпаниям регистрировать блокчейн-бизнес на Украине.